# Isner-Mahut op Wimbledon 2010
De wedstrijd tussen John Isner en Nicolas Mahut tijdens Wimbledon 2010 is de langste tenniswedstrijd ooit gespeeld. John Isner en Nicolas Mahut speelden op 22, 23 en 24 juni, tijdens de tenniskampioenschappen op Wimbledon van 2010 een wedstrijd, die in totaal 11 uur en 5 minuten duurde en goed was voor nog meer records. John Isner won.

## Verloop
De wedstrijd begon op de tweede dag van het toernooi. Mahut had niet genoeg punten om automatisch gekwalificeerd te worden voor het toernooi, maar verdiende zijn plaats door de voorrondes te winnen. Hij versloeg in de voorrondes Frank Dancevic met 6–3, 6–0, Alex Bogdanovic met 3–6, 6–3, 24–22, en Stefan Koubek met 6–7(8), 3–6, 6–3, 6–4, 6–4.
De wedstrijd zelf begon op 22 juni 2010 om 6:13 pm Britse zomertijd (17:13 UTC) en werd pas beslecht op 24 juni 2010 om 4:48 pm. Tussendoor moest de wedstrijd een paar keer worden onderbroken. John Isner won de wedstrijd in 183 games. De eindscore was 6-4, 3-6, 6-7(7), 7-6(3) en 70-68.

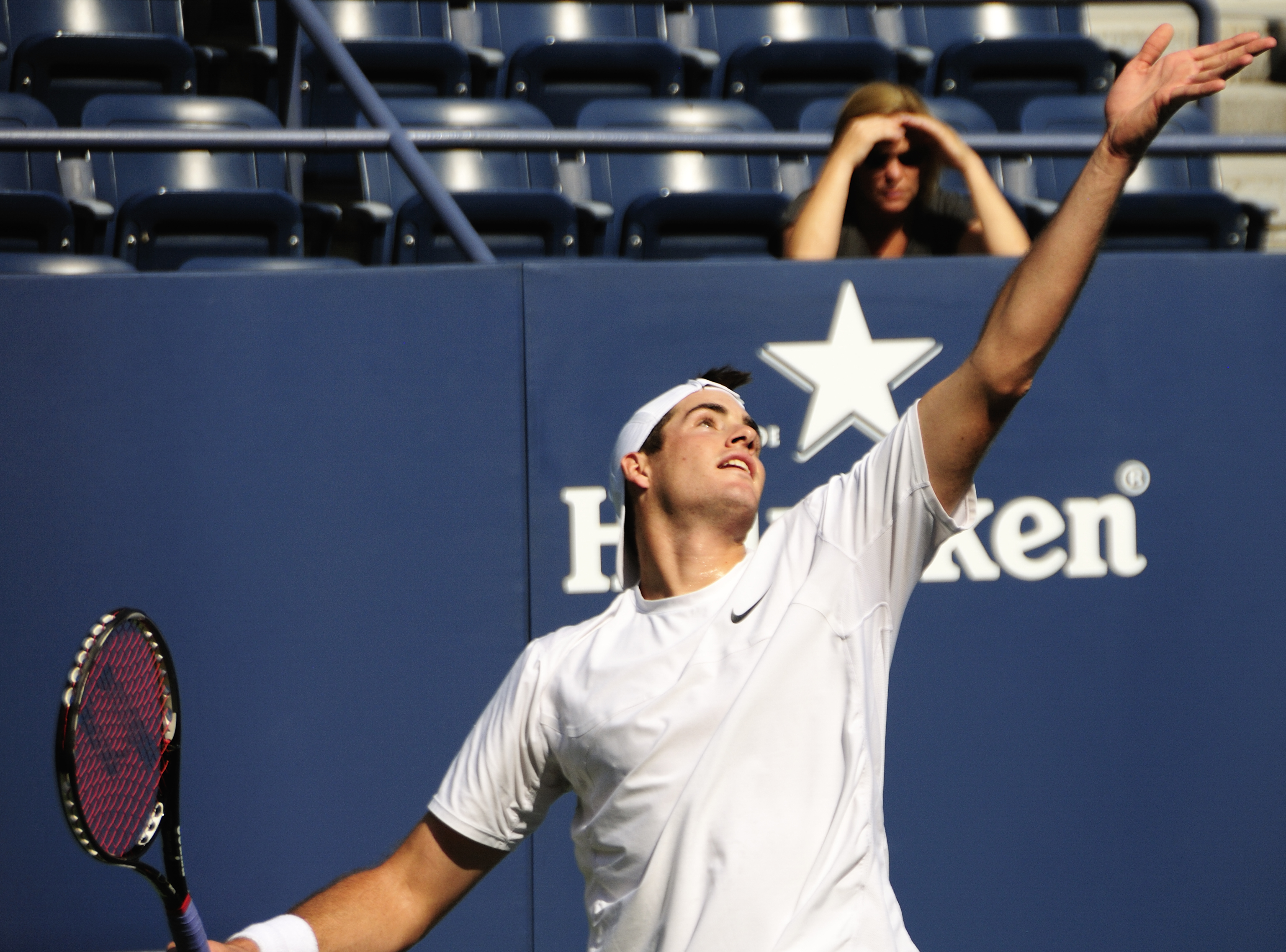
John Isner

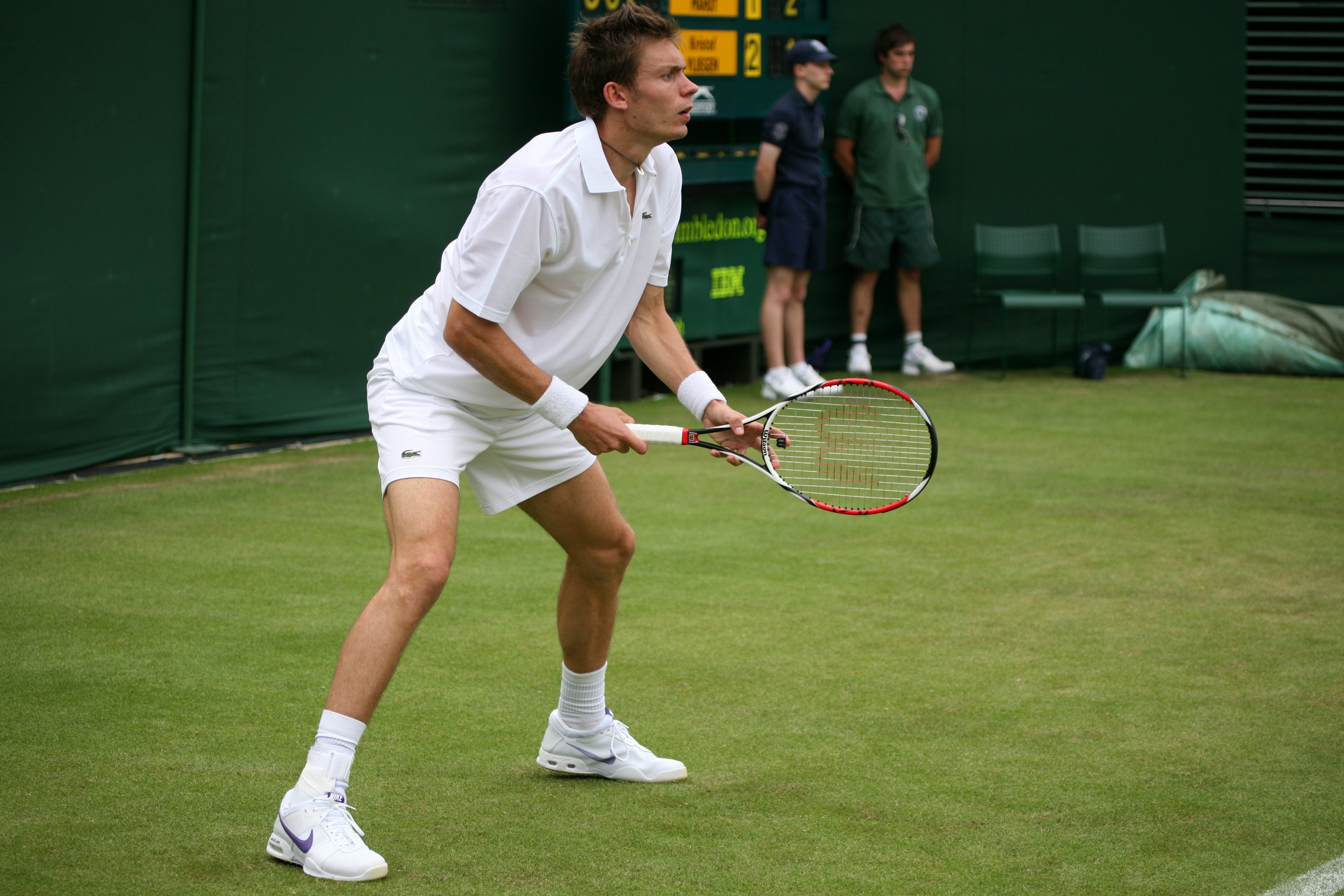
Nicolas Mahut

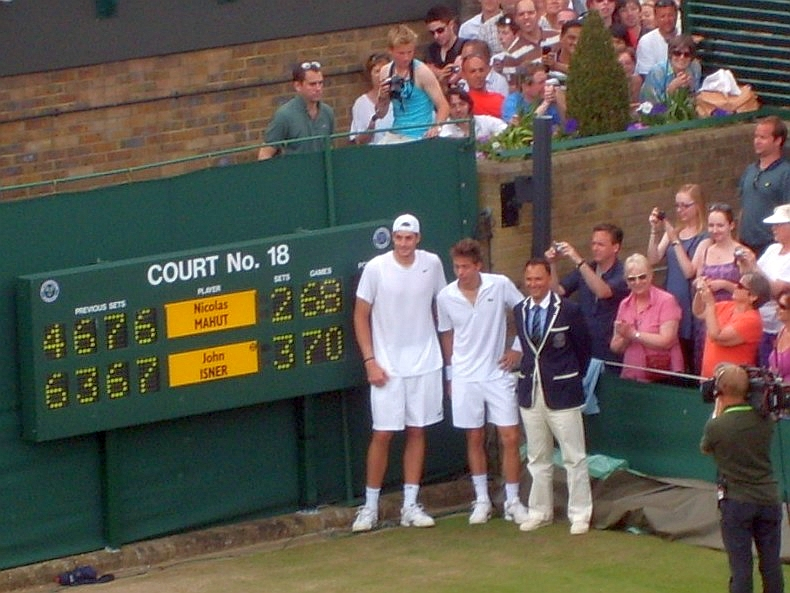
Isner en Mahut bij het uiteindelijke scorebord

De wedstrijd tussen Mahut en Isner moest na vier sets worden afgebroken vanwege de invallende schemering. Op 23 juni ging de wedstrijd verder, maar ook deze dag kwam er geen winnaar. Om 5:45 pm werd officieel het oude record van langste wedstrijd ooit gebroken. Toen de stand op 47–47 stond, begaf het scorebord het. Volgens IBM-programmeurs was het bord niet geprogrammeerd om tot hoger dan 47 te tellen. De volgende dag zou het probleem opgelost zijn.
In de avond moest de wedstrijd weer worden afgebroken vanwege invallende schemering. De stand was toen 59–59.
Ter voorbereiding op de volgende dag nam Isner een ijsbad. Hij was volgens eigen zeggen zo uitgehongerd na een hele dag spelen, dat hij 12 Big Mac’s op zou kunnen. Hij sliep minder dan vier uur voorafgaand aan het volgende deel van de wedstrijd. Op de 24e ging de wedstrijd weer verder, maar ook nu bleken beide spelers aan elkaar gewaagd. Het scorebord was aangepast, maar zou waarschijnlijk weer op tilt slaan als er nog 25 games bij kwamen.
Na 65 minuten speeltijd op de derde dag, won Isner de wedstrijd met 70–68.

## Records
Deze legendarische wedstrijd op het gras van Wimbledon was goed voor de volgende records:
- Meeste aces in één wedstrijd

Isner en Mahut sloegen het oude record aan gort door respectievelijk 113 en 103 aces te slaan.
Het oude record was in handen van Ivo Karlović. De Kroaat sloeg op 19 september 2009 in de Davis Cup-partij tegen Radek Štěpánek 78 aces in een wedstrijd. Desondanks verloor hij de partij. Tot dat moment had hij echter zelf met 55 aces het wereldrecord in handen.
- Langste set

Ze speelden de langste set ooit, namelijk 8 uur en 11 minuten. De vijfde set in deze wedstrijd duurde al langer dan de langste ATP-wedstrijd ooit gespeeld. Uiteindelijk eindigde deze set in 70-68 in het voordeel van John Isner.
- Langste wedstrijd

Ze speelden de langste wedstrijd in de ATP-tour ooit: in totaal 11 uur en 5 minuten. De eerste vier sets werden op 22 juni afgewerkt. Hier hadden ze maar 2 uur en 57 minuten voor nodig. Op 23 juni hadden ze meer dan zeven uur nodig voor de laatste set. Op dag twee werd de wedstrijd gestaakt bij een stand van 59-59 in de vijfde set. De wedstrijd eindigde in 70-68 in het voordeel van John Isner. Het oude record stond op 6 uur en 33 minuten.
- Meeste games in één wedstrijd

Ook speelden ze de meeste games in één wedstrijd. Het oude record van 112 games werd tijdens de vijfde set verbroken. In totaal zijn er 183 games gespeeld. Dit aantal is vergelijkbaar met een tenniswedstrijd van 15 sets. In totaal won Mahut 502 punten en Isner 478. De wedstrijd werd door Isner gewonnen.
- Meeste games in één set

En ze speelden de meeste games in één set. De set eindigde uiteindelijk met 138 games. De langste wedstrijd voor deze wedstrijd duurde 'slechts' 110 games in totaal. Dit was nog van voor het invoeren van de tie-break.
- Meeste opeenvolgende servicegames gehouden

Beide spelers hielden 84 games achter elkaar hun servicegame, bij elkaar 168 games.
- Langste sportverslag

De gehele wedstrijd werd rechtstreeks uitgezonden op de BBC-televisie. Het werd het langste verslag van een tenniswedstrijd in de omroepgeschiedenis. De verslaggevers waren Ronald McIntosh, Mark Cox en Greg Rusedski. Voor McIntosh was het zijn eerste verslag van een Wimbledon-partij.

## Nasleep
Direct na de wedstrijd kregen beide spelers een kristallen bokaal en champagne van Tim Henman en Ann Haydon-Jones, namens de All England Club. Direct hierna werd een interview afgenomen door John Inverdale, gevolgd door een fotoreportage bij het scorebord.
Vanwege zijn overwinning mocht Isner door naar de volgende ronde, waarin hij tegen Thiemo de Bakker moest spelen. Deze wedstrijd stond gepland voor 24 juni, maar werd uitgesteld zodat Isner kon uitrusten. Isner verloor deze wedstrijd met 0–6, 3–6, 2–6 in 74 minuten, tot dat moment de kortste wedstrijd (mannen) op Wimbledon 2010, zonder een ace te produceren.
Op 14 juli wonnen zowel Mahut als Isner de ESPY Award voor "Best Record-Breaking Performance". Isner accepteerde namens hen beiden de prijs in Los Angeles.
Op court 18 hangt sinds 2010 een plaquette ter herinnering aan deze partij.
Een jaar later, op Wimbledon 2011 speelden Isner en Mahut opnieuw tegen elkaar in de eerste ronde, maar ditmaal was de wedstrijd beslecht in twee uur en drie minuten. Isner won de partij (7-6, 6-2, 7-6) en gaf aan opgelucht te zijn.
In 2018 speelde Isner opnieuw een zeer lange partij op Wimbledon; hij verloor de halve finale tegen Kevin Anderson na 6 uur en 36 minuten. Later dat jaar besloot de All England Club die het toernooi van Wimbledon organiseert dat vanaf 2019, als in de laatste set een stand van 12-12 is bereikt, een tiebreak wordt gespeeld. Dat gebeurde voor het eerst in de mannenfinale van 2019 tussen Novak Djokovic en Roger Federer. Novak Djokovic won deze tiebreak met 7-3.